# Winifred
Winifred er et pigenavn, der igen stammer fra walisisk Gwenfrewi. Det bruges også i formerne Vinifred og Winnifred.
Bl.a. Winnie bruges som forkortelse for Winifred.

## Kendte personer med navnet
- Winifred Atwell – var en pianist.
- Winifred Wagner